# 比尔·伍尔西
比尔·伍尔西（英語：Bill Woolsey，1934年9月13日—2022年6月25日），美国男子游泳运动员。他曾代表美国参加1952年和1956年夏季奥林匹克运动会游泳比赛，获得一枚金牌和一枚银牌。